# Campoformido
Campoformido (język friulski: Cjampfuarmit) – miejscowość i gmina we Włoszech, w regionie Friuli-Wenecja Julijska, w prowincji Udine.
Według danych na rok 2004 gminę zamieszkiwało 7235 osób, 344,5 os./km².
W 1797 r. podpisano tu austriacko-francuski pokój (Pokój w Campo Formio).